# Badr al-Muluk
Badr al-Molouk Qajar (in persiano بدر الملوک‎; Tabriz, 1897 – Teheran, 23 maggio 1979) è stata una principessa persiana della dinastia Qajar.

## Biografia
Era figlia del principe Mohammad Hassan Mirza Qajar  (c.1873-1902) e moglie dell'ultimo Scià della dinastia Qajar Ahmad Qajar. 
Badr al-Molouk Khanoum Vala Qajar venne scelta come consorte del futuro Scià Ahmad Qajar dalla regina madre Malekeh Jahan quando aveva solo 4 anni. I due si sposarono nel 1909 e Badr al Molouk assunse il titolo di Shazdeh. Nel 1915 ebbero l'unica figlia della coppia, la principessa Irandokht Vala Khonoum Qajar (1915-1984).
La reggenza di Ahmed Shah non fu delle più felice; anche se egli
era considerato un sovrano buono, non era in grado di controllare il Majles, né di placare gli animi del popolo né i complotti  anglo-russi. Nel 1923 la famiglia reale venne mandata in esilio in Europa e, dove dopo diversi spostamenti, si stabilì in Francia. Ahmed Shah fu definitivamente deposto nel 1925, dando fine alla dinastia Qajar in Iran. Negli anni '40, Reza Shah Pahlavi concesse agli eredi Qajar di tornare in patria. Badr al-Molouk visse a Tehran fino alla morte.

## Titoli ed onorificenze
- Amizadi [6]
- Shahzadeh Khanoum (in persiano: La signora consorte reale).
- Begum Khanoum (in persiano: Sua Eccellenza la Signora)